# سیتروئن تراکسیون آوان
سیتروئن تراکسیون آوان (به انگلیسی: Citroën Traction Avant) خودرویی است که در سال‌های ۱۹۳۴ تا ۱۹۵۷در پاریس (فرانسه)، فورست (بلژیک)، کلن (آلمان)، اسلاو، (بریتانیا) و کپنهاگ (دانمارک) تولید شده‌است. طراحی آن از نوع خودروهای موتور وسط-محور جلو است.
از سال ۱۹۳۴ تا ۱۹۵۷ تعداد ۷۶۰ هزار دستگاه از این خودروها تولید شد.